# Vasile Fudulică
Vasile Fudulică (n. 1992 – d. 1996) a fost un deputat român în legislatura 1992-1996, ales în județul Vrancea pe listele PDSR. Vasile Fudulică a demisionat ca deputat pe data de 2 noiembrie 1992 și a fost înlocuit de către deputatul Spiridon Tudorachi. 